# Cheilotoma voriseki
Cheilotoma voriseki (лат.) — вид листоедов Chrysomelidae из подсемейства клитрины Clytrinae. Встречается в Турции, на горе Немрут-Даг в городе Адыяман.

## Описание
Жуки длиной около 4 мм. Голова в коротких волосках и ввыраженной пунктировке. Наличник с трапециевидной выемкой, зубцы наличника прямые. Бёдра жёлтые. Самки не известны.